# Charles W. Vursell
Charles Wesley Vursell, född 8 februari 1881 i Salem i Illinois, död 21 september 1974 i Salem i Illinois, var en amerikansk politiker (republikan). Han var ledamot av USA:s representanthus 1943–1959.
Vursell är begravd på East Lawn Cemetery i Salem i Illinois.